# 12750 Berthollet
12750 Berthollet è un asteroide della fascia principale. Scoperto nel 1993, presenta un'orbita caratterizzata da un semiasse maggiore pari a 2,5816486 UA e da un'eccentricità di 0,0470309, inclinata di 14,38825° rispetto all'eclittica. Prende il nome dallo scienziato francese Claude Louis Berthollet, pioniere della chimica moderna.